# Real World Studios
Die Real World Studios sind ein 1989 von dem englischen Singer-Songwriter und Rock-Musiker Peter Gabriel gegründeter Komplex von Tonstudios in dem alten Mühlengebäude Box Mill in dem Dorf Box in Wiltshire, England, in der Nähe der Stadt Bath. Er ist eng mit dem Musiklabel Real World Records Ltd., Real World Publishing und dem WOMAD-Festival verbunden, dessen Büros sich ebenfalls in diesem Komplex befinden.

## Ziele

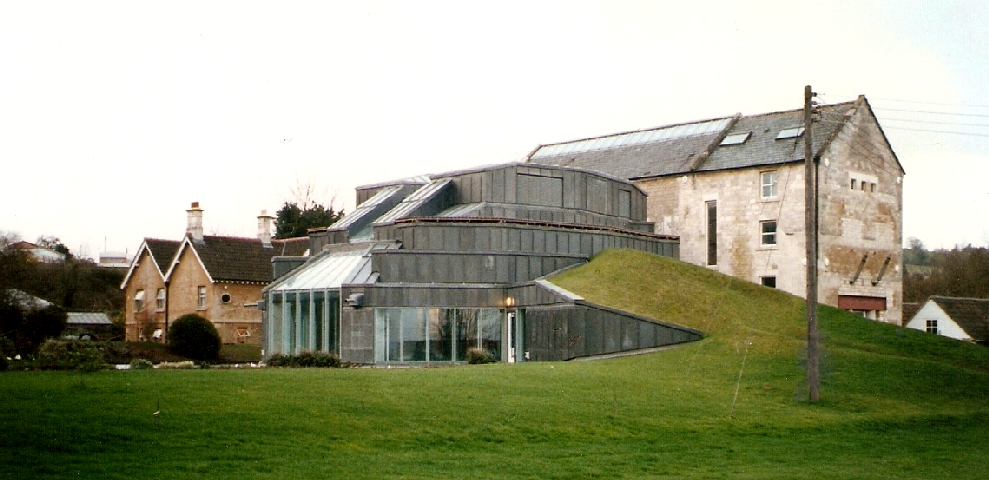
Real World Studios (Seitenansicht, um 1990)

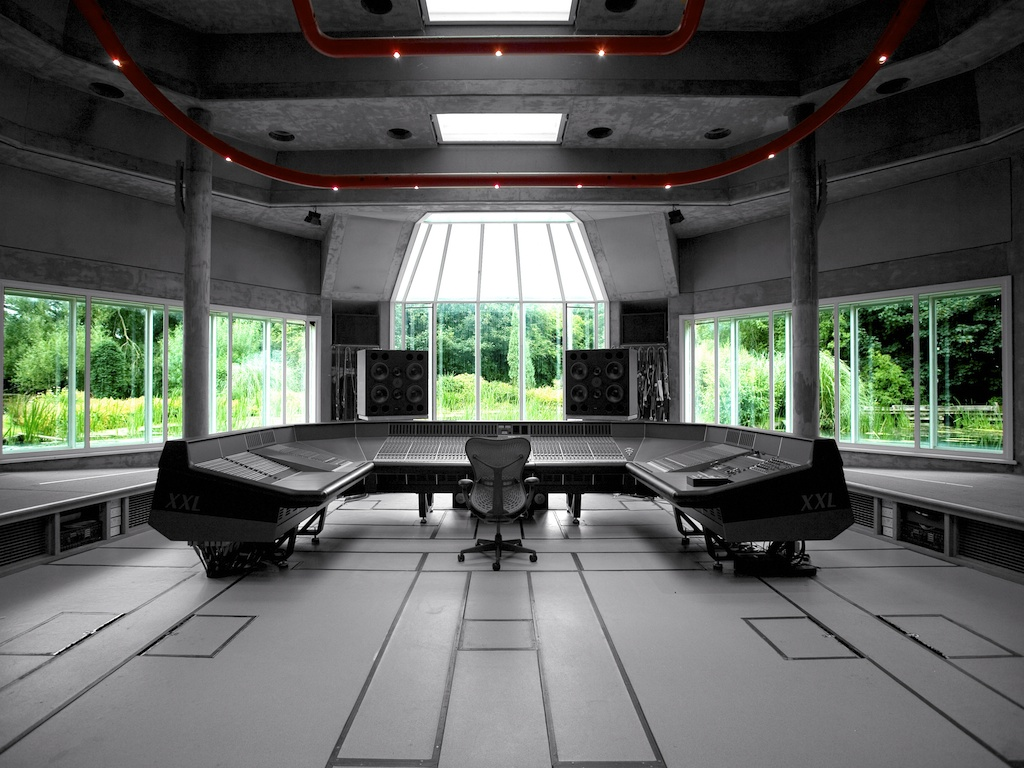
„The Big Room“ in den Real World Studios

Sein Anspruch ist, neben vielen Musikern exzellente Arbeitsmöglichkeiten zu bieten, die weitere Verbreitung von Weltmusik. Es soll Musikern aus der ganzen Welt als Sprungbrett dienen, um ihre Musik in Gebiete und Kulturen zu bringen, die sie selber nicht erschließen können, speziell in den USA, in denen Musik aus Afrika, Asien und Lateinamerika selten über die gängigen Sender verbreitet wird.
Das Real World Musiklabel hat Musiker wie Nusrat Fateh Ali Khan, Papa Wemba und Youssou N’Dour in der westlichen Kultur bekannt gemacht. Peter Gabriel veröffentlicht seit 1989 alle seine eigenen Alben unter diesem Label, und sein Einfluss hilft beim Verkauf von Weltmusik anderer Künstler. Besonders sein Album Passion: Music for The Last Temptation of Christ hat der Weltmusik zum Einzug in die Popmusik verholfen. Neben Peter Gabriel ist das Studio mit der Band Afro Celt Sound System kommerziell am erfolgreichsten, die afrikanische und keltische Rhythmen und Melodien miteinander verschmilzt.

## Einrichtung
Der größte Aufnahmeraum, der passenderweise als „Big Room“ bezeichnet wird, ist eine etwa 190 m² große Kombination aus Live-Raum und Regieraum mit einem speziell angefertigten, umlaufenden 72-Kanal-Mischpult der SSL 9000 XL K-Serie in seinem Zentrum, dessen große Fenster einen weiten Blick auf den angrenzenden Mühlenteich und die Gärten bieten. Obwohl der Big Room über einen separaten Maschinenraum und zwei Isolationskabinen verfügt, ist er als ein großer gemeinschaftlicher Aufnahmeraum ohne Trennwände konzipiert. Alternativ kann der Big Room auch als Dolby Surround 7.1-zertifizierter Filmmischraum genutzt werden.
Angrenzend an den Big Room und innerhalb des ehemaligen Mühlengebäudes befindet sich der Wood Room. Dieser Raum ist mit einer 24-Kanal-SSL AWS 924-Konsole ausgestattet und verfügt über eine lebendigere Akustik, ein Zwischengeschoss und bewegliche Akustikschirme sowie eine eigene Isolationskabine. Der Big Room und der Wood Room können zusammen als ein größerer Aufnahmeraum oder einzeln für kleinere oder kostengünstigere Projekte gebucht werden. Ebenfalls verfügbar ist der Rehearsal Room – ein 49 Fuß mal 16 Fuß (=15 m × 5 m) großer Raum für Proben oder Vorproduktionen.
Der Red Room ist ein spezieller Misch- und Produktionsraum, der sich für die Postproduktion, ADR-Aufnahmen und das Abmischen für Fernsehen und Film eignet, während eine Foley-Bühne die Aufnahme von Geräuschen erleichtert. Das Studio verfügt auch über das Schreibzimmer (Writing Room) und das Arbeitszimmer (Work Room), die Gabriels private Arbeitsräume sind.
Real World Studios ist ein Wohn- und Atelierkomplex, der als Rückzugsort für Künstler konzipiert ist und Wohnmöglichkeiten bietet. Das Haus verfügt über sechs Doppelschlafzimmer, ein Wohnzimmer, ein Esszimmer und eine Waschküche. Das Cottage ist ein separates Gebäude mit Wohnzimmer, Schlafzimmer, Bad und einem mobilen Aufnahmegerät. Die Küche von Real World bietet ein kontinentales Frühstück, ein Mittagessen und ein zweigängiges Abendessen, das von einem hauseigenen Koch zubereitet wird.

## Geschichte
1986, nach dem Erfolg seines Albums So, beschloss Peter Gabriel, sich nach einem festen Aufnahmestandort umzusehen. Er wollte in derselben Gegend bleiben, in der sich das Ashcombe House befindet, das er zuvor gemietet hatte. Außerdem suchte er nach einem neuen Standort, der in der Nähe von fließendem Wasser lag. Deshalb sah sich Gabriel mehrere Grundstücke, meist alte Mühlen, in der Nähe von Bath an. Ein 13 Hektar großes Grundstück im Dorf Box verfügte über Zugang zu dem Bybrook River und mehrere bestehende Gebäude, darunter die Box Mill, eine 200 Jahre alte Wassermühle, die in den 1950er Jahren zu Büroräumen umgebaut worden war. Gabriel erwarb das Gelände und die Gebäude 1987 von dem Reisemediennetzwerk Spafax.
Gabriels Vision für das neue Studio war ein einheitlicher Raum, in dem alle gemeinsam arbeiten können und in dem die Musiker nicht voneinander und von den Tontechnikern oder Produzenten getrennt sind. Außerdem wollte er, dass diese kreativen Räume über Elemente wie Licht, Luft und Wasser verfügen. In Zusammenarbeit mit dem Architekturbüro FCBStudios wurden die bestehenden Gebäude umgebaut und ein neues Gebäude („The Big Room“) hinzugefügt. Der neue Komplex bot sowohl Aufnahmestudios als auch Wohnräume.
Am 5. Juni 1989 wurden die beiden Alben Passion: Music for The Last Temptation of Christ und Passion – Sources als die beiden ersten Veröffentlichungen von Real World Records in Verbindung mit dem Film Die letzte Versuchung Christi von Martin Scorsese mit den Katalognummern RW1 und RW2 veröffentlicht. Am gleichen Tag wurden außerdem die Alben Shahen Shah von Nusrat Fateh Ali Khan, La Explosión del Momento von Orquesta Rêvé und Babeti Soukous von Tabu Ley veröffentlicht. Der Big Room in den Real World Studios war zu diesem Zeitpunkt das von der Grundfläche her größte Tonstudio in der Welt. Dies ermöglichte den Musikern gemeinsam in einem Raum und ohne Trennung durch eine Glasscheibe zu den Tontechnikern zu spielen, was vor allem zum damaligen Zeitpunkt absolut unüblich war.

## Kunden
Zu den namhaften Kunden der Real World Studios gehören oder gehörten zum Beispiel:
A-ha, Alicia Keys, Alison Sudol, Amy Winehouse, Anne-Marie, Arctic Monkeys, The Bad Plus, The Beautiful South, Ben Howard, Beyoncé, Birdy, Björk, Black Grape, Blake, Bløf, Blue October, Bonnie Raitt, Charlie Simpson, Charlie Winston, Chris de Burgh, The Calling, The Coral, The Courteeners, Crowded House, Coldplay, The Dandy Warhols, Daniel Lanois, Daniel Powter, Dappy, Deep Purple, Dirty Pretty Things, Dub Colossus, The Doves, Elbow, Eliza Carthy, Ezra Collective, Florence Welch, Foals, Freya Ridings, Gabrielle Aplin, Gary Barlow, George Ogilvie, Ginger Baker, The Gloaming, Goldfrapp, Guns N’ Roses, Happy Mondays, Harry Styles, Headie One, The Heavy, Hot Chip, Ida Mae, Idles, I’m With Her, Indigo Girls, J Hus, James, James Morrison, Jay-Z, Jimi Goodwin, Jorja Smith, Joseph Arthur, Kaiser Chiefs, Kanye West, Kasabian, Katie Melua, King Crimson, KT Tunstall, Kylie Minogue, Laura Marling, Lianne La Havas, Loreena McKennitt, Ludovico Einaudi, Maggie Rogers, Manic Street Preachers, Marillion, Marina and the Diamonds, Mary Chapin, Massive Attack, Melanie C, Michael Ball, Midge Ure, Mumford and Sons, Muse, Natalie Duncan, Natasha Bedingfield, Neil Davidge, New Order, New West, Nick Mulvey, Noisettes, Ocean Colour Scene, Paloma Faith, Paolo Nutini, Papa Wemba, Paul Oakenfold, Paul Simon, Pixies, Placebo, The Pretenders, Rag ’n’ Bone Man, Ray LaMontagne, Reef, Robert Plant, Roger Waters, Rudimental, Sade, Sam Smith, Sault, Seal, Sia, Simple Minds, Skindred, Sophie Ellis-Bextor, Stereophonics, Stornoway, The Strypes, Sub Focus, Suzi Quatro, Sweet, Take That, Tears for Fears, Therapy?, Thomas Dolby, Tion Wayne, Tom Jones, Toto, Travis, Ultravox, Vampire Weekend, The Vamps, Van Morrison, Vanessa Carlton, The Waterboys, Wet Wet Wet, Wilkinson, Yoko Takahashi, The 1975.
In den Real World Studios wurden bereits Film- und Fernsehprojekte wie James Bond 007: Ein Quantum Trost, Der goldene Kompass, Green Zone und Eine Detektivin für Botswana realisiert.

## Rezeption
Am 25. April 2024 wurden die Real World Studios im Troxy in London mit dem Music Producers Guild 'Studio of the Year' Award für 2024 ausgezeichnet. Die Music Producers Guild Awards, die in Zusammenarbeit mit Dolby und Mix with the Masters vergeben werden, sind die prestigeträchtigsten Auszeichnungen im Bereich der Musikproduktion und ehren die besten Talente, die hinter den Kulissen der britischen Musikindustrie arbeiten.